# Pristimantis wagteri
Pristimantis wagteri är en groddjursart som först beskrevs av Pablo J. Venegas 2007.  Pristimantis wagteri ingår i släktet Pristimantis och familjen Strabomantidae. IUCN kategoriserar arten globalt som otillräckligt studerad. Inga underarter finns listade i Catalogue of Life.